# 新北市立積穗國民中學
新北市立積穗國民中學（縮寫：GSJH），簡稱積中。其位於中華民國臺灣新北市中和區，鄰近新北市中和區積穗國民小學、新北市立中和高級中學。

## 校史
- 1971年，（民國60年），張積祥先生奉當時之教育廳長潘振球先生派命，調派至中和籌設並成立臺北縣立積穗國民中學，校舍興建期間借用積穗國小校舍上課。首屆新生為六班，聘請教師十餘人。
- 1973年，(民國62年)，為配合當時教育教育發展需要，期使未受國民中學教育之失學逾齡國民接受完整國民教育之機會，首招夜間補校新生四班，為全省國中補校之濫觴，迄今逾30餘年，畢業學生超過3000名。
- 1987年～1995年間，逐步完成科學館、圖書室、資訊室漸臻完善、興建各類球場以及PU跑道、中庭花園之美化。
- 1999年，成立管樂團。
- 2002年，開辦數理資優班。
- 2010年，因應臺北縣升格直轄新北市，改名新北市立積穗國民中學。
- 2014年，榮獲衛服部國民健康署健康促進學校國際認證「金質獎」。
- 2022年，2022年5月13日下午約1點05分，因學生未注意，將酒精灑落至資收室地面，又有學生使用打火機時機接觸到地板上的酒精，導致資收室起火釀成火災，所幸無人傷亡，肇責目前尚在調查中。

### 歷任校長
| 任別   | 姓名   | 就職時間   |
| ------ | ------ | ---------- |
| 第一任 | 張積祥 | 1971~1977  |
| 第二任 | 石越川 | 1977~1983  |
| 第三任 | 陳政雄 | 1983～1987 |
| 第四任 | 黃君述 | 1987～1992 |
| 第五任 | 龔成一 | 1992～1995 |
| 第六任 | 李書文 | 1995～2003 |
| 第七任 | 李玲惠 | 2003～2007 |
| 第八任 | 劉秀汶 | 2007～2012 |
| 第九任 | 鄭建立 | 2012～2020 |
| 第十任 | 張國振 | 2020～至今 |

## 學生社團
- 排球隊[1]
- 管樂團[2]
- 童軍團[3]

## 外部連結
- 積穗國中報報
- 積穗國中排球隊粉絲專頁
- 積穗國管樂團粉絲專頁 （页面存档备份，存于）